# Barra Imre
Barra Imre (Kolozsvár, 1799. november 5. – Kolozsvár, 1854. január 20.) magyar orvos.
Apja, Barra István (1735–?) és nagyapja, Barra Ferenc (1770–1824), szintén orvosok voltak. 17 éves korában a bécsi egyetemre ment és 1822-ben végzett orvosként tért haza. Apja halála után ő lett utóda Kolozsvár főorvosi tisztségében; 1840-től pedig Kolozs megye physikusa lett. A szegényeket ingyen gyógyította; az 1831-es kolerajárvány idején készített Barra-cseppekért a fejedelem polgári aranyéremmel tüntette ki. Temetésén akkora tömeg gyűlt össze, hogy katonai készültséget kellett elrendelni. Sírja a Házsongárdi temetőben található, síremlékét Kőváry László tervezte.

## Művei
- Dissertatio inaug. medica de hydrope ventriculorum cerebri acuto. Viennae, 1822.